# Chris Corchiani
Christopher Corchiani (* 28. März 1968 in Coral Gables) ist ein ehemaliger US-amerikanisch-italienischer Basketballspieler.

## Laufbahn
Corchiani, dessen Vater Basketballtrainer war, war als Schüler Mitglied der Mannschaft der Hialeah-Miami Lakes High School im US-Bundesstaat Florida. Von 1987 bis 1991 studierte und spielte er an der North Carolina State University. In der Saison 1990/91 war er bester Passgeber der ersten NCAA-Division, als er pro Partie 9,7 Korberfolge seiner Mannschaftskollegen vorbereitete. Ende Februar 1991 gelangen ihm 20 Vorlagen in einem Spiel, womit er als erster Spieler in der NCAA-Geschichte die 1000er-Marke knackte. Er beendete seinen vierjährigen Aufenthalt an der Hochschule mit 1425 Punkten (11,5 pro Spiel) und 1038 Vorlagen, letzterer Wert war eine neue NCAA-Bestmarke.
Die Orlando Magic aus seinem Heimatbundesstaat wählten den 1,85 Meter messenden Aufbauspieler beim Draftverfahren der NBA im Jahr 1991 aus. Aufgerufen wurde Corchiani in der zweiten Runde an 36. Stelle. Für die Mannschaft bestritt er im Spieljahr 1991/92 51 NBA-Einsätze, erzielte fünf Punkte pro Begegnung und bereitete im Schnitt 2,8 erfolgreiche Korbabschlüsse seiner Nebenleute vor. Anfang Dezember 1992 wurde er aus Orlandos Kader gestrichen, spielte kurzzeitig bei den Rapid City Thrillers in der Continental Basketball Association (CBA), ehe er Mitte Januar 1993 einen Zehntagesvertrag bei einer anderen NBA-Mannschaft, den Washington Bullets, unterschrieb. Nach dem Vertragsende wechselte Corchiani erstmals ins Ausland und beendete die Saison 1992/93 bei der italienischen Spitzenmannschaft Benetton Treviso. Dort hinterließ er mit 18,7 Punkten je Begegnung einen guten Eindruck. In Treviso war Corchiani Mannschaftskollege von Toni Kukoč, sie wurden gemeinsam mit der Mannschaft italienischer Vizemeister.
Corchiani wurde Mitte September 1993 von den Boston Celtics (NBA) unter Vertrag genommen, nachdem er sich in der vorherigen NBA-Sommerliga hatte empfehlen können. Er wurde von Boston während des Spieljahres 1993/94 in 51 Partien eingesetzt, blieb aber Ergänzungsspieler.
1994/95 stand er bei Efes Pilsen Istanbul in der Türkei unter Vertrag. Im Europapokal der Landesmeister traf er mit Istanbul auch auf Bayer Leverkusen. Der deutsche Bundesligist verpflichtete ihn im Vorfeld der Saison 1995/96. Als Teil der mit Tony Dawson, Hans-Jürgen Gnad, Henning Harnisch, Christian Welp und Michael Koch namhaft besetzten Leverkusener Mannschaft gewann er unter der Leitung von Trainer Dirk Bauermann überlegen die deutsche Meisterschaft. In Leverkusen schloss er Freundschaft mit seinem Landsmann Claudio Reyna, der seinerzeit für Bayers Fußballmannschaft spielte.
Corchiani nahm nach seinem Jahr im Rheinland ein Angebot des spanischen Erstligisten Valvi Girona an. In der Liga ACB erzielte er während der Saison 1996/97 im Schnitt 13,5 Punkte pro Partie. Er gewann mit Girona in dieser Saison die neben dem Spielbetrieb in der spanischen Liga ausgetragene katalanische Meisterschaft.
Im Spieljahr 1998/99 stand er bei Ducato Siena in Italien unter Vertrag, wurde in dieser Zeit von Fußbeschwerden geplagt. Deshalb unterzog er sich nach der Saison einer Operation. Der eigentlich auf zwei Jahre ausgelegte Vertrag mit Siena wurde nach einem Rechtsstreit aufgelöst. Eigener Aussage nach fühlte sich Corchiani um einen Teil seines Gehalt gebracht. Er kehrte im Laufe der Saison 1999/2000 nach Italien zurück und spielte für Pepsi Rimini. Im April 2000 wechselte er zu Tau Vitoria nach Spanien, um den Erstligisten in der Endphase der Saison zu verstärken. In Vitoria kam er auf der Aufbauposition meist als Ersatzmann zum Einsatz und erhielt von der Mannschaft von Trainer Duško Ivanović nach dem Ende der Saison 1999/2000 eine Vertragsverlängerung. 2001 erreichte er mit Vitoria die Euroleague-Finalserie, die Corchiani aber aufgrund einer Verletzung verpasste. Vitoria unterlag Kinder Bologna. 2002 wurde er mit Vitoria an der Seite von Andrés Nocioni, Fabricio Oberto, Elmer Bennett, Luis Scola und Laurent Foirest spanischer Meister. Cochiani erzielte im Meisterjahr in 33 Ligaeinsätzen im Schnitt 5,5 Punkte pro Begegnung und bereitete 1,4 Korberfolge je Spiel vor. Anschließend wollte er seine Karriere beenden, erhielt im Laufe der Saison 2002/03 aber noch einmal ein Angebot des spanischen Erstligisten Lucéntum Alicante. Corchiani, der im Sommer 2002 wenig trainiert hatte, reiste mit Übergewicht nach Alicante. Die Trainer versuchten, ihn in kurzer Zeit in Form zu bringen. Corchiani wollte sich die körperlichen Strapazen nach einer Weile nicht mehr antun und reiste in einer Nacht- und Nebelaktion in die Vereinigten Staaten zurück, ohne ein Pflichtspiel für Alicante bestritten zu haben.
Beruflich wurde er in Raleigh zunächst als Immobilienmakler, dann als Inhaber einer Hypothekenbank tätig. 2007 gründete er ein Unternehmen, das Rechtstitelversicherungen vermittelt. Sein Bruder Gabe war Mitglied der Basketballmannschaft an der University of New Orleans. Chris Corchianis Söhne Tommy (University of South Carolina), Chris Junior (North Carolina State University) sowie sein Neffe Michael (Southeastern Louisiana University) spielten ebenfalls in den USA Basketball auf Hochschulebene.